# Ligyrus ebenus
Ligyrus ebenus är en skalbaggsart som beskrevs av Degeer 1774. Ligyrus ebenus ingår i släktet Ligyrus och familjen Dynastidae. Inga underarter finns listade i Catalogue of Life.